# Gallant (Schiff, 1936)
HMS Gallant (H59) war ein Zerstörer der G-Klasse der britischen Royal Navy. Im Zweiten Weltkrieg wurde der Zerstörer mit den Battle Honours „Atlantic 1939“, „Dunkirk 1940“, „Spartivento 1940“, „Mediterranean 1940–41“ und „Malta Convoys 1941“ ausgezeichnet.
Am 10. Januar 1941 erhielt die Gallant südwestlich von Pantelleria einen Minentreffer und verlor Teile des Vorschiffs. Der schwerstbeschädigte Zerstörer konnte nach Malta eingeschleppt werden, wo der Zerstörer noch mehrfach durch Bomben getroffen und 5. Mai 1942 schließlich als nicht mehr reparaturwürdig eingestuft wurde.

## Geschichte des Schiffs
Die Kiellegung der Gallant erfolgte am 15. September 1934 auf der Werft Alexander Stephen and Sons in Linthouse bei Govan in Schottland. Die Bauwerft hatte zuletzt im Juli 1919 den Zerstörer Sardonyx an die Navy geliefert. Die Werft hatte ihren ersten Bauauftrag für Zerstörer für die Royal Navy 1914 erhalten und bis zur vorgenannten Sardonyx fünfzehn Zerstörer für die Navy gefertigt.
Die dritte Gallant der Navy lief am 26. September 1935 als sechste Einheit der Klasse vom Stapel und wurde am 25. Februar 1936 als vierte Einheit der G-Klasse in Dienst gestellt.

### Einsatzgeschichte
Der Zerstörer wurde zunächst gemeinsam mit seinen Schwesterschiffen in der 1. Zerstörerflottille bei der Mediterranean Fleet eingesetzt. Die Gallant wurde während des Spanischen Bürgerkriegs mehrfach vor der spanischen Mittelmeerküste im Rahmen der so genannten Neutralitätspatrouillen eingesetzt. Während eines dieser Einsätze wurde sie am 6. April 1937 nahe Cabo de San Antonio von national-spanischen Flugzeugen angegriffen, aber nicht beschädigt.

### Kriegseinsätze
Bei Ausbruch des Zweiten Weltkriegs befand sich die Gallant mit der 1st DF im östlichen Mittelmeer. Zu ihren Aufgaben nach Kriegsbeginn gehörte insbesondere die Sicherung von Geleitzügen und Kriegsschiffen. Vom 19. bis 23. Oktober verlegte sie dann mit Glowworm, Grafton und Greyhound nach Großbritannien, wohin wenige Tage später auch vier weitere Einheiten der Flottille folgten.
An Einsätzen während des Feldzuges in Norwegen im Zusammenhang mit der Landung deutscher Truppen dort (Unternehmen Weserübung) nahm das Schiff wegen eines Werftaufenthalt nicht teil. Ende Mai/Anfang Juni 1940 wurde Gallant gemeinsam mit vielen anderen Schiffen bei der Evakuierung der um Dünkirchen eingekesselten alliierten Truppen (Operation Dynamo) eingesetzt. Am 29. Mai 1940 wurde das Schiff von deutschen Bombern durch Nahtreffer beschädigt.
Ab Juli 1940 war der Zerstörer als Teil der 8. Zerstörerflottille der Force H in Gibraltar zugeordnet. Er eskortierte mehrmals Flugzeugträger, die Flugzeuge nach Malta ausfuhren. Bei einer ausgedehnten U-Boot-Jagd, die aufgrund erbeuteter italienischer Geheimunterlagen möglich wurde, gelang es Gallant am 20. Oktober 1940 zusammen mit Griffin und Hotspur, das italienische U-Boot Lafolè östlich von Gibraltar zu versenken. Bei der Seeschlacht bei Kap Teulada sicherte Gallant Kreuzer und Schlachtschiffe der Royal Navy.

### Das Ende derGallant
Anfang 1941 nahm der Zerstörer als Eskorte an einem der Malta-Geleitzüge teil. Dabei lief er am 10. Januar 1941 südwestlich von Pantelleria auf eine Mine. Weil das Schiff manövrierunfähig war, musste es von der Mohawk nach Malta geschleppt werden.
Dort wurde die Gallant wegen der schweren Schäden auf Strand gesetzt. Bei Luftangriffen erlitt das Schiff wenige Tage später und dann nochmals im April 1942 so schwere weitere Schäden, dass es als nicht mehr reparaturwürdig eingestuft wurde. Im September 1943 wurde die Gallant dann als Blockschiff versenkt.